# Holländischer Platz

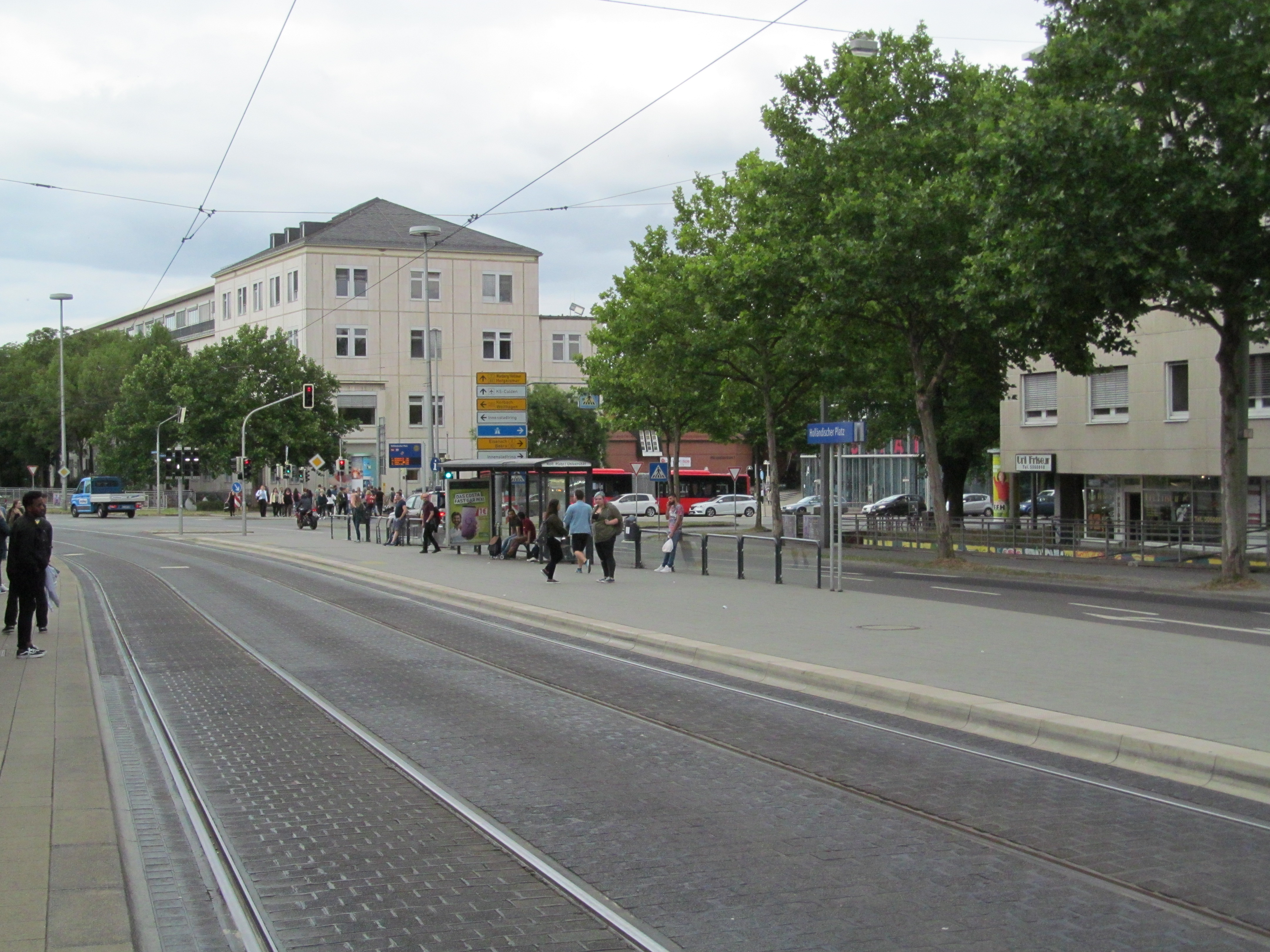
Tramhaltestelle

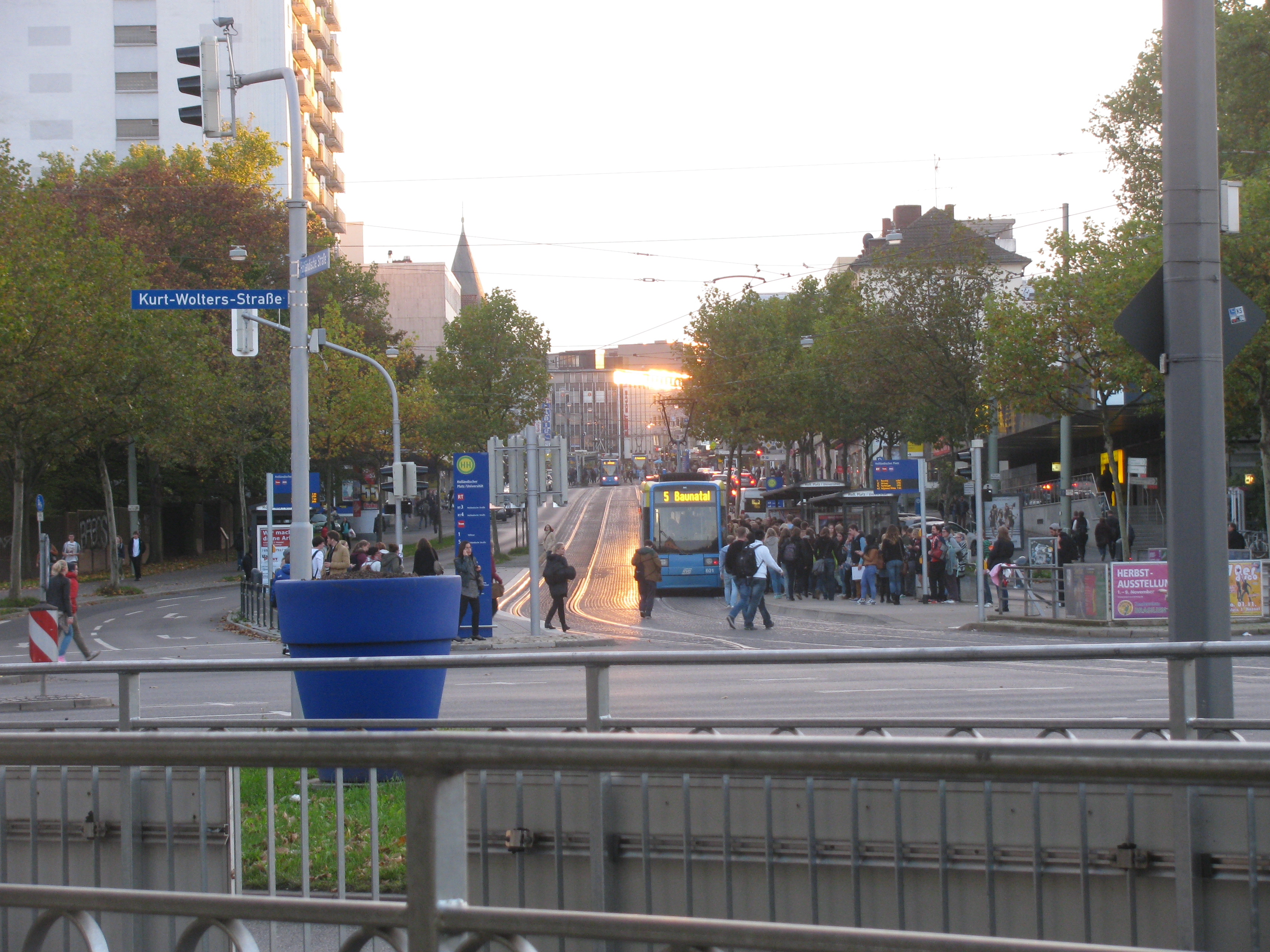
Blick vom Kreuzungsbereich in Richtung Innenstadt

Der Holländische Platz ist ein Platz in Kassel.

## Geographie

### Name
Die Bezeichnung des Platzes geht ursprünglich auf die Bezeichnung des aus der Altstadt führenden Stadttores, dem Holländischen Tor, zurück. Mit der Montanisierung seit dem 19. Jahrhundert änderte sich die Entwicklung an dieser Stelle von der landgräflich protegierten Residenz zur aufstrebenden Großstadt.

### Lage und Umgebung
Er befindet sich am Ende der Unteren Königsstraße und öffnet sich von dort dem weiteren Straßenverlauf der Holländischen Straße nach Norden.

### Verkehr
Am Holländischen Platz treffen die Untere Königsstraße, die Wolfhager Straße (B 251), die Holländische Straße und die Kurt-Wolters-Straße (beide B 7 und B 83) aufeinander.
Es gibt eine Haltestelle für Bus und Straßenbahn mit dem Namen „Holländischer Platz / Universität“.
| Linie | Verlauf | Takt                                           | Betreiber              |
| ----- | --- | ---------------------------------------------- | ---------------------- |
| RT1   | Hofgeismar-Hümme – Hofgeismar – Grebenstein – Immenhausen – Espenau-Mönchehof – Vellmar-Obervellmar – Vellmar-Osterberg/EKZ – Kassel Jungfernkopf – Kassel-Harleshausen – Kassel-Kirchditmold – Kassel Hbf (tief) – Scheidemannplatz – Wilhelmsstraße/Stadtmuseum – Rathaus/Fünffensterstraße – Rathaus – Friedrichsplatz – Königsplatz – Am Stern – Holländischer Platz/Universität – Halitplatz – Hauptfriedhof – Wiener Straße – Holländische Straße Stand: Fahrplanwechsel Dezember 2021                                                                             | 30 min (werktags) 60 min (sonn-/feiertags)     | RegioTram Gesellschaft |
| RT4   | Wolfhagen – Altenhasungen – Oberelsungen – Zierenberg-Rosental – Zierenberg – Fürstenwald – Ahnatal-Weimar – Ahnatal-Heckershausen – Ahnatal-Casselbreite – Vellmar-Obervellmar – Vellmar-Osterberg/EKZ – Kassel Jungfernkopf – Kassel-Harleshausen – Kassel-Kirchditmold – Kassel Hbf (tief) – Scheidemannplatz – Wilhelmsstraße/Stadtmuseum – Rathaus/Fünffensterstraße – Rathaus – Friedrichsplatz – Königsplatz – Am Stern – Holländischer Platz/Universität – Halitplatz – Hauptfriedhof – Wiener Straße – Holländische Straße Stand: Fahrplanwechsel Dezember 2021 | 60 min 30 min (Zierenberg–Holl. Str. werktags) | RegioTram Gesellschaft |

## Geschichte
Bis Ende der 1972 Jahre hatten die Henschel-Werke an dieser Stelle ihr Hauptwerk Kassel Holländischer Platz. Das an den Verlauf der in Richtung Osten führenden heutigen Kurt-Wolters-Straße grenzende Gelände wurde später als Standort für die Gesamthochschule Kassel und heutige Universität umgenutzt; die alten Gebäude auf dem Werksgelände wurden abgerissen. Die unmittelbare Nähe des Industriebetriebes aus dem Lokomotiv-, Maschinen- und Waggonbau war für die Kasseler Bevölkerung prägend.
Ursprünglich führte ein 1872 errichtetes Anschlussgleis vom Henschel-Werk über den Platz entlang der Wolfhager Straße bis zum Unterstadtbahnhof. Dieses wurde nach 1962 aufgrund der Umgestaltung des Holländischen Platzes stillgelegt.

## Platzgestaltung
Beherrschend ist die Funktion als Verkehrsknotenpunkt. An der ampelgeregelten Kreuzung treffen mehrstreifige Straßen aufeinander. Entlang der Unteren Königsstraße und weiter über die Holländische Straße verläuft die Straßenbahnstrecke nach Vellmar.

## Platzrandbebauung

### Nordostseite
An der Nordseite des Platzes schließt sich der Campus Holländischer Platz der Universität Kassel an. Direkt am Holländischen Platz steht das ehemalige Verwaltungsgebäude der Firma Henschel und Sohn. Östlich davon befindet sich das Gebäude Ingenieurwissenschaften I der Universität. Es wurde zwischen 1988 und 1995 errichtet und ist etwa 165 Meter lang und dient auch als Lärmschutz. Mit 9300 Quadratmetern Hauptnutzungsfläche ist es der bisher größte Bau der Universität Kassel. Zuvor stand an dieser Stelle die Henschel-Werkshalle K 42.

### Südostseite
Das eigentliche Tor zur ehemaligen Altstadt, dem heutigen Pferdemarkt an der Südostseite ist zuletzt geprägt von einer postmodernistischen Nachzeichnung, umgesetzt in einer funktionalisierten Plattenbauweise eines Gebäudekomplexes aus den 1990er Jahren. Es verbirgt den eigentlichen Problembereich der dahinter verlaufenden Bremer Straße, in dessen Verlauf sich die historischen Linien der Stadt noch besser erkennen und nachentdecken lassen.
Weiter südlich an der Unteren Königsstraße befindet sich das Stern-Hochhaus, das höchste Hochhaus in Kassel

### Südwestseite

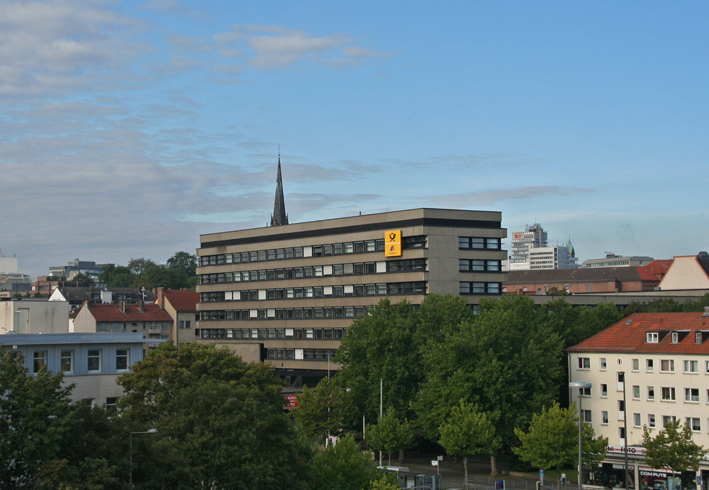
Blick von der Uni über den Holländischen Platz auf die Hauptpost

Südwestlich schließt sich ein Wiederaufbauensemble mit traufständigem Satteldach des Bauverein 1894 zu Kassel an. Weiter südlich befindet sich die neue Hauptpost (eröffnet 1975), ein brutalistischer Gebäudeblock mit zurückgesetztem Sockel. Im hinteren Bereich der Hauptpost befanden sich Ausstellungsräume der Documenta 14.